# Вега (коммуна)
Вега (норв. Vega) — коммуна в губернии Нурланн в Норвегии. Является частью региона Хельгеланд. Административный центр коммуны — деревня Гладстад. Вега была официально признана коммуной 1 января 1838 года.
Коммуна состоит из 6500 островов архипелага Вега. Главный остров в коммуне так же называется Вега. Его площадь составляет 163 км².

## Общая информация

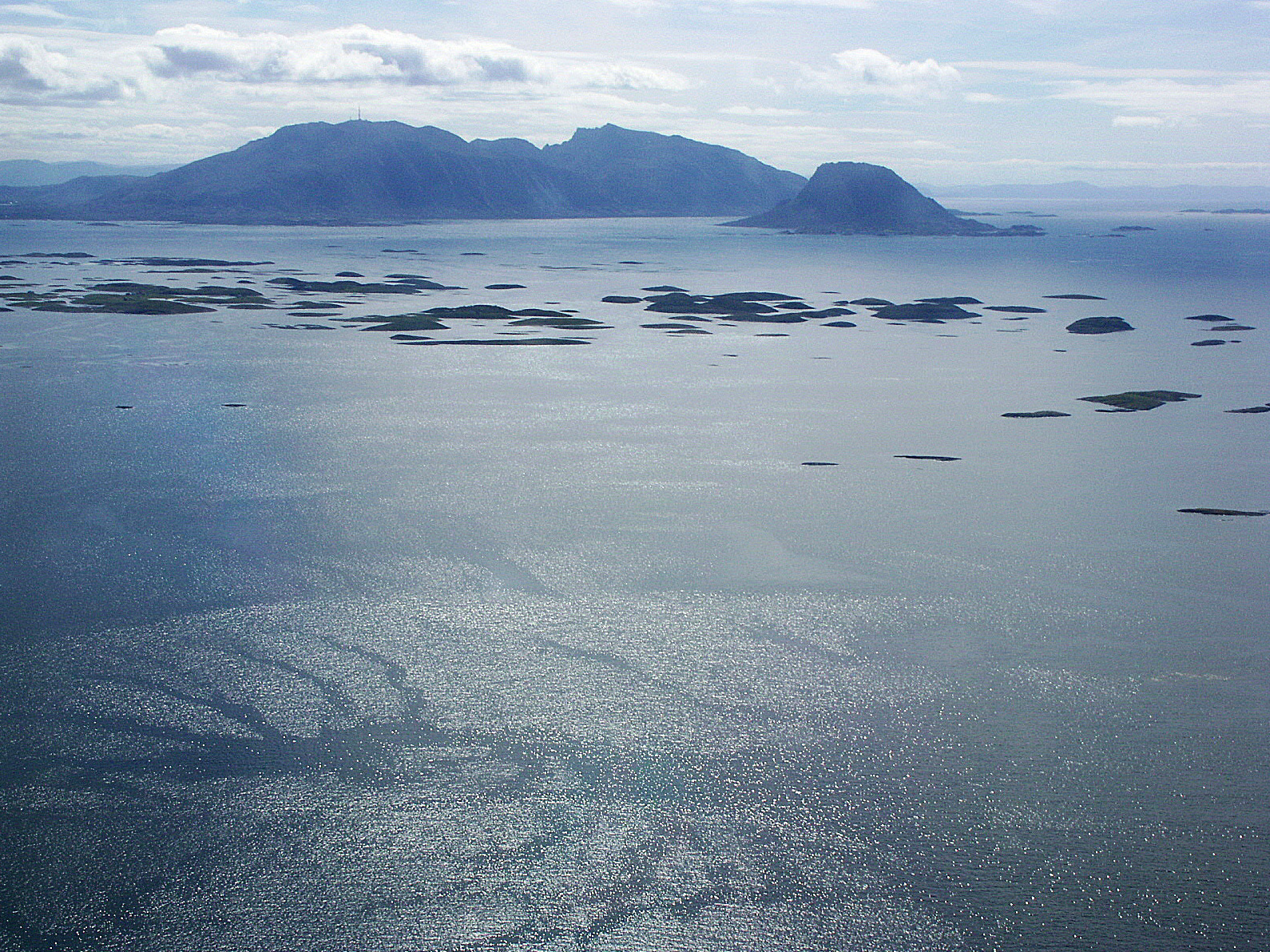
Острова Вега
фото: Анн Элин Братсет (Ann Elin Bratseth)

### Название
Коммуна названа в честь главного острова Вега (старонорвежский: Veiga). Название вероятно произошло от слова Veig, которое означает жидкость или флюид (относится к озёрам и маршам острова). Название писалось как Vegø до 1891 года.

### Герб
У коммуны современный герб. Он был принят 20 ноября 1987 года. На гербе изображён ковш для воды золотого цвета используемый на лодке на красном фоне. Ковш является важнейшим инструментом в коммуне из-за её зависимости от моря. На раннем изображении герба присутствовал черный силуэт парусной лодки на желтом фоне, сейчас используемый как герб фюльке Нурланн.

## История
Ранние поселения на главном острове, датированные 10 тыс. лет назад, делают его старейшим обитаемым местом в Северной Норвегии. Сельское хозяйство и рыболовство, развитые здесь с древних времён, являются ключевыми областями труда жителей. Сейчас население сконцентрировано в Холанде, Валле, Игерёе и Гладстаде.

## География

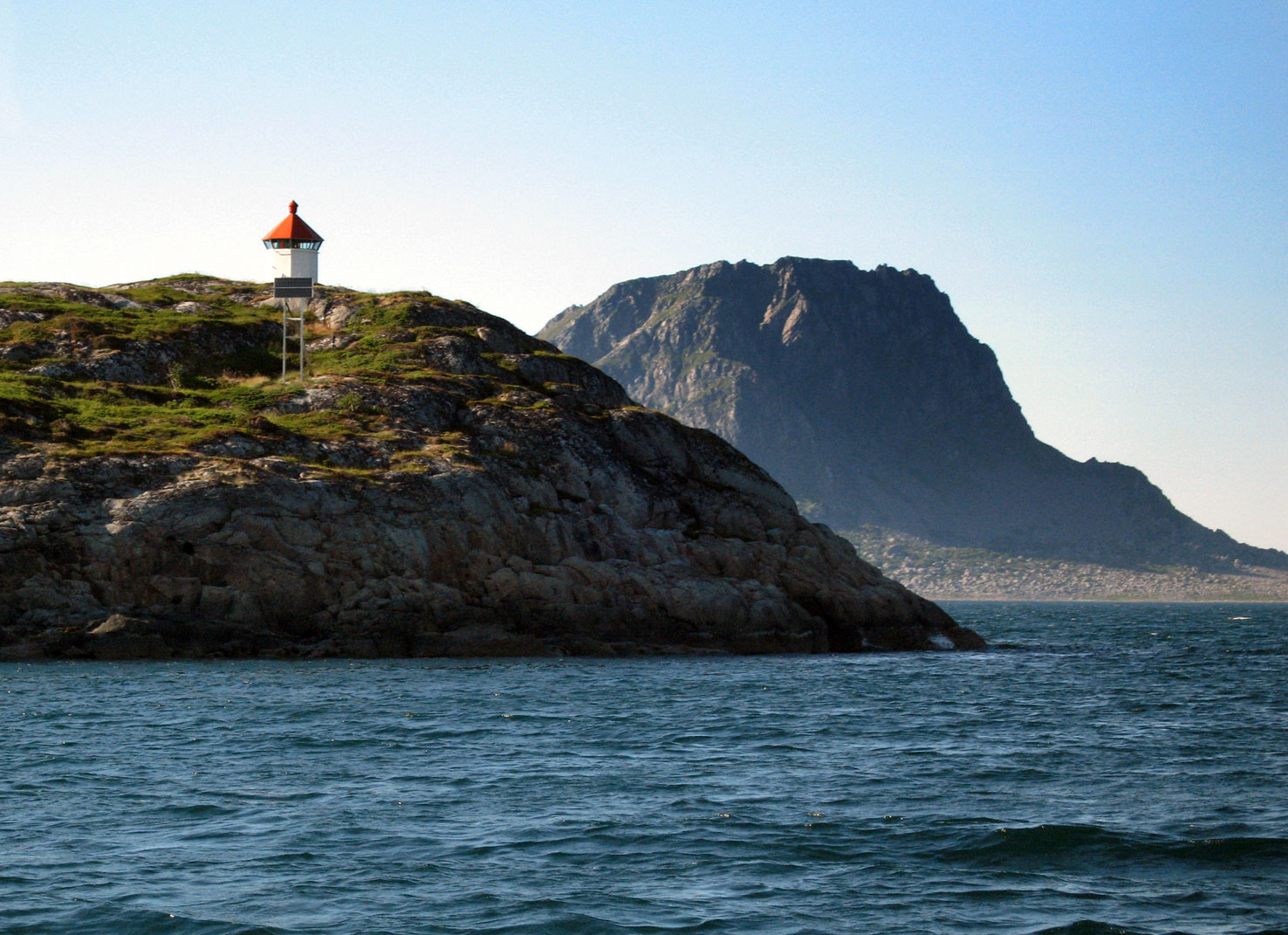
Остров Сёла

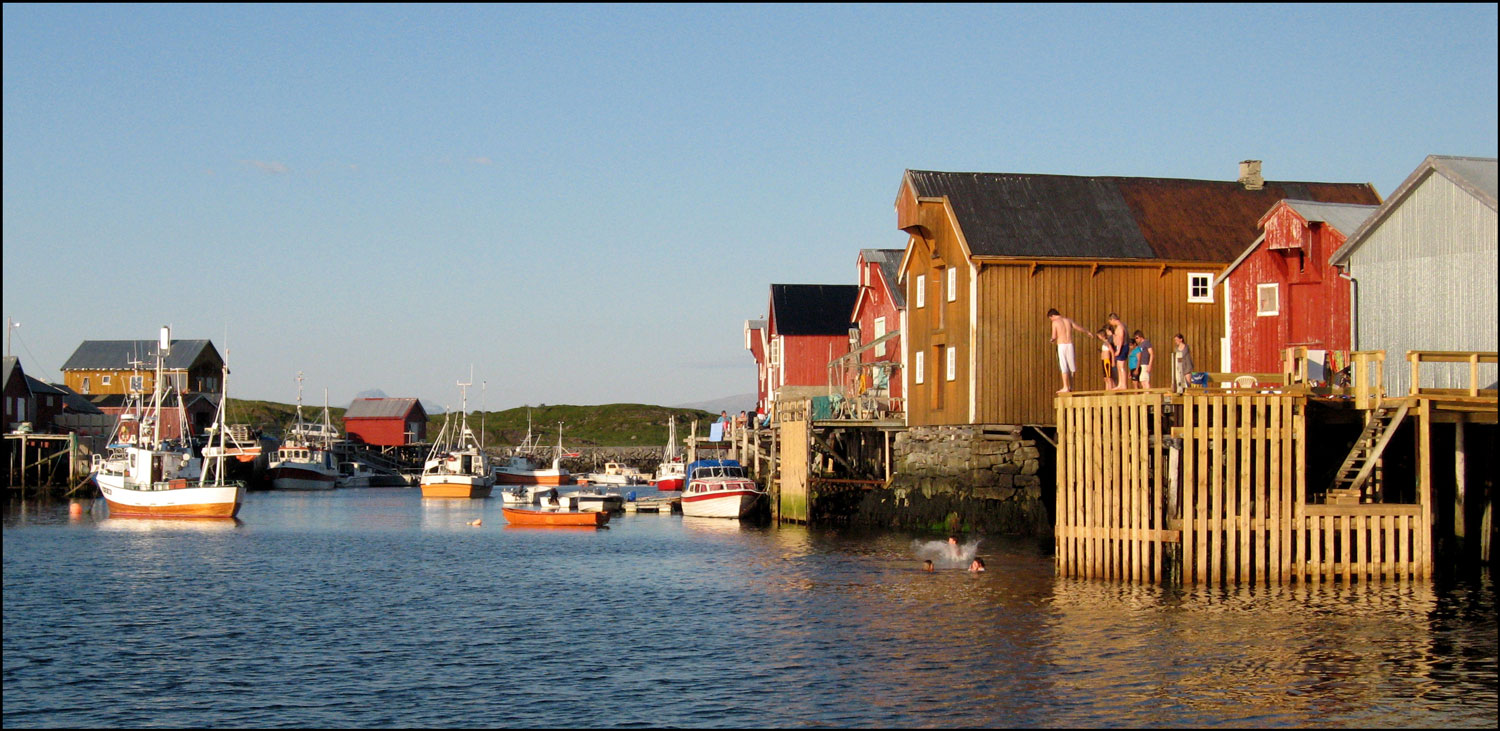
Летний день

Архипелаг Вега входит в список всемирного наследия ЮНЕСКО.
Океанический климат и известняковые плиты позволяют расти в Веге 10 разным видам орхидных. 210 видов птиц зарегистрировано на территории архипелага.
В заповеднике Эйдемслиене растут много видов теплолюбивых растений и крупнейший океанический сосновый лес в Северной Норвегии. Заповедник Холаннсусен является важной территорией водно-болотных угодий с мелким озером и с почвой богатой известью. 149 видов птиц зарегистрировано в этом заповеднике, много птиц используют его для своей зимовки. В заповеднике Лонан находятся много видов прибрежной природы и он является очень важной территорией для большого количества видов птиц, здесь до сих пор практикуется сбор пуха.